# Anastasia Hendrikova

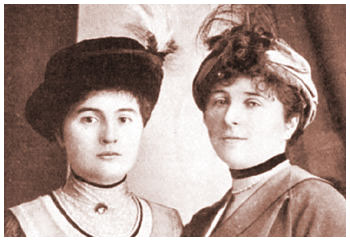
Sophie Buxhoeveden (höger) tillsammans med Anastasia Hendrikova

Anastasia Vasilevna Hendrikova (ryska: Александра Васильевна Гендрикова: Genrikova), född 1887, död 4 september 1918 i Perm, var en rysk hovdam och martyr. Hon var hovdam till Rysslands kejsarinna Alexandra Fjodorovna. Hon avrättades tillsammans med den före detta tsarfamiljen under ryska revolutionen. I likhet med tsarfamiljens medlemmar och de övriga medlemmar av personalen som avrättades med dem, blev hon saligförklarad som martyr av den rysk-ortodoxa exilkyrkan. 

## Biografi
Anastasia Hendrikova härstammade från en syster till Katarina I av Ryssland och var dotter till hovmannen greve Vasilij Alexandrovitj Gendrikov (1857–1912), ceremonimästare vid tsarhovet, och furstinnan Sofia Petrovna Gagarina. 
Hon utnämndes till hovdam 1910 och ska enligt uppgift ha fungerat som ett slags inofficiell guvernant åt tsardöttrarna. 

### Revolutionen
Under ryska revolutionen 1917 hade hon tjänstledigt för att sköta om sin syster, som låg sjuk i tuberkulos, men då hon fick reda på att den före detta tsarfamiljen hade satts i husarrest i Tsarskoje Selo återvände hon till dem av egen fri vilja. Hon följde sedan med dem till deras fångenskap i först Tobolsk och sedan Jekaterinburg. 
Enligt hennes kollega Sophie Buxhoeveden befann sig Hendrikova i ett exalterat och suicidalt tillstånd: hon var övertygad om att hon var i livsfara men välkomnade döden eftersom hon hade förlorat intresset för livet. I Jekaterinburg separerades hon från den före detta tsarfamiljen och fängslades i Perm tillsammans med sin kollega Catharina Schneider. 
Den 4 september 1918 fördes Hendrikova och Schneider tillsammans med hovbetjänten Aleksej Volkov till fängelsekontoret, där de förenades med ytterligare åtta fångar. Händelseförloppet har beskrivits av Volkov, som sedan lyckades fly. Hendrikova frågade en av vakterna var de skulle, och fick veta att de skulle föras till centralfängelset. Fångarna fördes sedan ut ur fängelset och fick marschera i rader om två ut ur staden eskorterade av 22 vakter. Volkov frågade en av fångarna var centralfängelset låg, och då han fick svaret att de redan hade passerat det, insåg han att de fördes ut i skogen för att skjutas. Han flydde då från gruppen och sprang ut i skogen. Bakom sig hörde han då hur resten av fångarna sköts.    